# Watertoren (Delft Getijmodellaboratorium)
De watertoren van het Getijmodellaboratorium in de stad Delft, in de Nederlandse provincie Zuid-Holland, werd door architect Op ten Noort Blijdenstein gebouwd. De bouw was in 1980 compleet. De watertoren heeft een inhoud van 5 m³. In deze watertoren werd het water opgeslagen dat voor het getijdemodel van het Waterloopkundig Laboratorium was benodigd.